# Fische Timors
Die Liste Fische Timors führt die Fischarten auf, die in den Süßwassergewässern und im küstennahen Brackwasser der südostasiatischen Insel Timors leben. In den Gewässern des Staates Osttimor sind laut Larson et al. bisher 56 Arten bekannt (Stand: 2007). Da unterschiedliche Quellen, unterschiedliche Angaben zu den bekannten Arten geben, finden sich in der Liste hier mehr Spezies. Weitere Arten wurden in früheren Untersuchungen entdeckt, aber nicht konkret dem indonesischen West- oder Osttimor zugeordnet (siehe Literatur).

## Übersicht

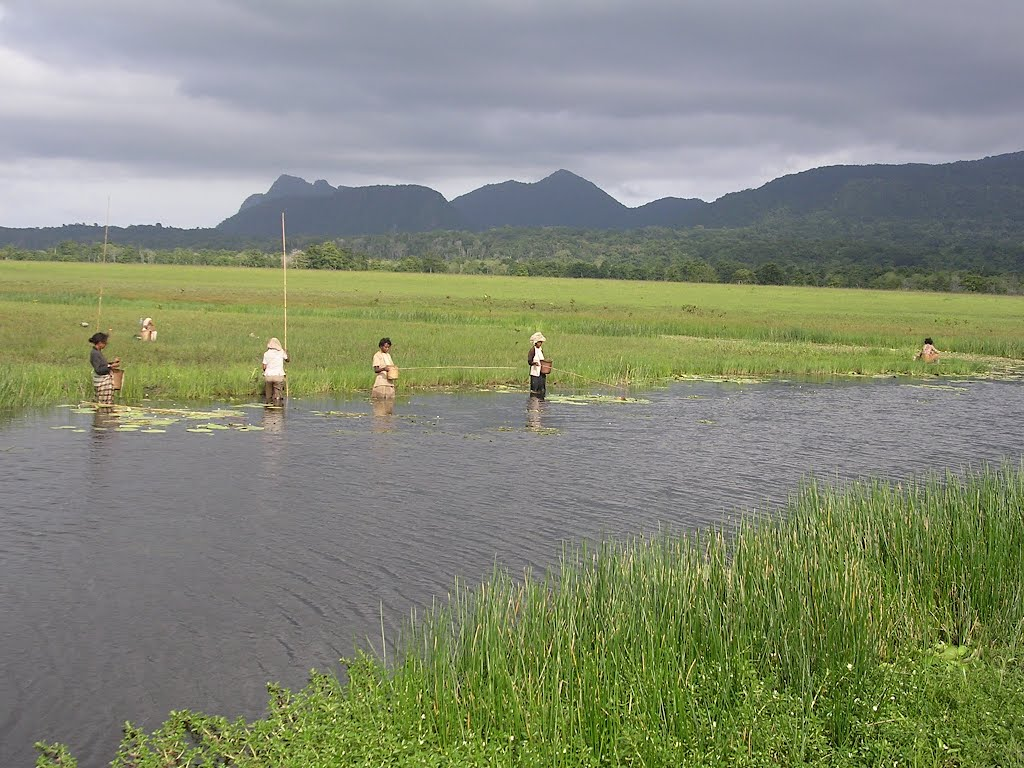
Frauen aus Malahara und Mehara fischen im Irasiquero Welse und Tilapias.

Endemische Süßwasserfische in den Flüssen Timors sind der nur vier Zentimeter lange Oryzias timorensis aus der Familie der Reisfische (Adrianichthyidae) und Craterocephalus laisapi aus der Gattung der Hartköpfchen. Nicht wenige Arten Osttimor sind eher aus dem Brackwasser der Flussmündungen und Mangroven bekannt, unter anderem aus den Familien der Kreuzwelse (Ariidae), der Grundeln (Gobiidae) und der Schützenfische (Toxotidae). Der Karpfen, der Afrikanische Raubwels (Clarias gariepinus) und die Zahnkärpflinge Guppy, Koboldkärpfling und Panchax (Aplocheilus panchax) wurden vom Menschen eingeführt. Aale (Anguillidae) werden teilweise als heilig (lulik) verehrt, aber auch in anderen Regionen gegessen.
Das Gewässersystem des Ira Lalaros, des größten Sees der Insel, und die darin lebenden Populationen von Wasserbewohnern sind praktisch von der Außenwelt abgeschnitten. Der Abfluss des Sees, der Irasiquero verschwindet in einem Ponor. Farbversuche haben ergeben, dass das Wasser sowohl in drei Quellen südlich der Berge des Paitchau, als auch in vier Quellen nahe Com, an der Nordküste, wieder zum Vorschein kommt. Im See leben insgesamt 21 verschiedene Fischarten, im Irasiquero zwei einheimische und vier eingeführte Fischspezien.
Die meisten Flüsse an der Nordküste Timors fallen außerhalb der Regenzeit trocken. Nur jene, deren Quellgebiete im Süden liegen, wie der nördlichen Lacló, der Seiçal und der Lóis, fließen ganzjährig. Das Wasser mancher Quellen im Norden, wie jene von Ira Ono, Lutu Ira und Came Ira, erreichen das Meer nicht, weil deren Wasser zur Bewässerung von Feldern oder als Trinkwasser genutzt wird.

## Liste
| Fische in den Süßwassergewässern Osttimors | Fische in den Süßwassergewässern Osttimors | Fische in den Süßwassergewässern Osttimors |
| ------------------------------------------ | ------------------------------------------ | --- |
| Deutscher Name                             | Wissenschaftlicher Name                    | Information |
|                                            | Ambassis buruensis                         | [ 3 ] |
|                                            | Ambassis dussumieri                        | [ 3 ] |
|                                            | Ambassis macracanthus                      | [ 3 ] |
|                                            | Ambassis miops                             | [ 3 ] |
| -                                          | Ambassis urotaenia                         | [ 3 ] |
| Kletterfisch                               | Anabas testudineus                         | [ 3 ] |
|                                            | Anguilla bicolor                           | [ 3 ] |
|                                            | Anguilla celebesensis                      | 2006 in der Nair-Ete-Quelle des Vero nachgewiesen |
|                                            | Anguilla marmorata                         | 2006 in der Quelle des Tchino, der Sair-Ita-Quelle des Vero, im Lapalapa und im Aramaco (Arapvaco) nachgewiesen. |
|                                            | Anguilla reinhardtii                       | 2003 im Tchino und 2006 im Aramaco nachgewiesen. Die Art kommt sonst im südlichen Neuguinea, Neukaledonien und im östlichen Australien vor. |
| Panchax                                    | Aplocheilus panchax                        | Vom Menschen eingeführt. Im Irasiquero vom gesamten Flusslauf bekannt. |
|                                            | Atherinomorus lacunosus                    | [ 3 ] |
|                                            | Awaous melanocephalus                      | 2006 nachgewiesen im Tchino und in seiner Quelle, im Aramaco und im Irebere. |
|                                            | Belobranchus belobranchus                  | 2006 nachgewiesen im Tchino, seiner Quelle und der Fa-Fa-Quelle des Vero. |
|                                            | Bunaka gyrinoides                          | 2003 im Tchino und 2006 im Aramaco und der Sair-Ira-Quelle des Vero nachgewiesen. |
|                                            | Cestraeus goldiei                          | [ 3 ] |
|                                            | Chelon subviridis                          | [ 3 ] |
| Afrikanischer Raubwels                     | Clarias gariepinus                         | Vom Menschen auf Timor eingeführt. Im Irasiquero im gesamten Lauf bekannt. Außerdem in den Quellen Lutu Ira und Came Ira. |
| -                                          | Craterocephalus laisapi                    | Die endemisch im Fluss Irasiquero vorkommende Art wurde sowohl im Auslauf des Ira Lalaros, als auch im weiteren Flussverlauf gefunden. |
| Karpfen                                    | Cyprinus carpio                            | vom Menschen eingeführt |
|                                            | Eleotris fusca                             | Nachgewiesen ist die Art im Tchino, seiner Quelle, im Aramaco, im Lapalapa und in der Sair-Ira-Quelle des Vero nachgewiesen. |
|                                            | Eleotris melanosoma                        | [ 3 ] |
| Koboldkärpfling                            | Gambusia affinis                           | Vom Menschen auf Timor eingeführt. Im Irasiquero vom langsamer fließenden Oberlauf bekannt. |
|                                            | Gerres filamentosus                        | [ 3 ] |
| Manilaschläfergrundel                      | Giuris margaritacea                        | 2006 nachgewiesen in den Flüssen Lapalapa und Irebere und in den Quellen Sair Ira (Vero) und Ira Lafai (Namaluto) |
|                                            | Glossogobius celebius                      | 2006 nachgewiesen im Irebere. |
| ?                                          | Kuhlia marginata                           | Dieser Vertreter der Flaggenschwänze wurde im Tchino, Aramaco und Lapalapa nachgewiesen. |
|                                            | Kuhlia rupestris                           | Nachgewiesen im Lapalapa. |
|                                            | Lamnostoma mindora                         | Dieser im Süßwasser lebende Schlangenaal wurde 2006 erstmals in Osttimor im Irebere und im Lapalapa nachgewiesen. Er kommt sonst auf Neuguinea und den Philippinen vor. |
| Barramundi                                 | Lates calcarifer                           | [ 3 ] |
|                                            | Lentipes sp.                               | Im Tchino fand man 2006 ein nicht näher bestimmbares Jungtier und in der Veroruhu-Quelle ein erwachsenes Weibchen. Die Merkmale passen nicht zu anderen Arten der Lentipes-Gattung der Lippenzahngrundeln. |
|                                            | Liza melinoptera                           | Erstmals für Osttimor wurde die zu den Meeräschen gehörende Art im Aramaco 2006 nachgewiesen. Die Fische wandern in Flüsse vom Meer aus ein. Im Aramaco fand man sie in isolierten Becken, an der Tidengrenze, zwei Kilometer von der Küste flussaufwärts. |
|                                            | Lutjanus argentimaculatus                  | 2006 im Aramaco, Lapalapa und Irebere nachgewiesen. |
|                                            | Lutjanus fuscescens                        | 2006 im Lapalapa nachgewiesen. |
| Indopazifischer Tarpun                     | Megalops cyprinoides                       | [ 3 ] |
|                                            | Mesopristes argenteus                      | [ 3 ] |
|                                            | Mesopristes cancellatus                    | [ 3 ] |
|                                            | Mesopristes cancellatus                    | [ 3 ] |
|                                            | Microphis retzii                           | Nicht näher bestimmtes Jungtier aus dem Irebere. |
|                                            | Microphis sp.                              | Nicht näher zu bestimmendes Jungtier aus dem Irebere, aber nicht Microphis retzii. Eventuell Langflossen-Fussnadel (Microphis mento). |
| ?                                          | Mugilogobius cavifrons                     | Eine Grundel, die von Südjapan bis Papua-Neuguinea bekannt ist. In Osttimor ist nur eine Population bekannt, die isoliert im Irasiquero lebt und eine überdurchschnittliche Körpergröße hat. |
|                                            | Ophiocara porocephala                      | [ 3 ] |
| Mosambik-Buntbarsch (Tilapia)              | Oreochromis mossambicus                    | Vom Menschen eingeführt. Im Irasiquero vom gesamten Flusslauf bekannt. Sonst bisher nicht in Osttimor bekannt. |
|                                            | Oryzias celebensis                         | [ 3 ] |
| -                                          | Oryzias timorensis                         | Endemisch auf der Insel Timor. Terra typica ist der Fluss Talau im nördlichen Zentrum der Insel. Sein Verbreitungsgebiet ist das am weitesten östlich gelegene von allen Reisfischen. |
|                                            | Periophthalmus argentilineatus             | [ 3 ] |
| Guppy                                      | Poecilia reticulata                        | Vom Menschen eingeführt. 2006 in den Quellen Ira Ono und Lutu Ira nachgewiesen. |
|                                            | Pseudapocryptes borneensis                 | [ 3 ] |
|                                            | Rhyacichthys aspro                         | Erstmals 2006 in Osttimor nachgewiesen wurde nur ein Jungtier in der Quelle des Tchino. |
| Gemeiner Argusfisch                        | Scatophagus argus                          | [ 3 ] |
|                                            | Sicyopterus caeruleus                      | Erstmals 2006 in Osttimor nachgewiesen in den Flüssen Aramaco, Veroruhu und Vero (Nair-Ete-Quelle). Möglicherweise wurde die Art 1912 durch Weber und de Beaufort fälschlicherweise als Sicyopterus cynocephalus identifiziert. Die Benennung der Art ist derzeit noch umstritten. |
|                                            | Sicyopterus hageni                         | 2006 nachgewiesen in den Flüssen Tchino, Aramaco und Irebere und in den Quellen des Tchino, Veroruhu und Vero (Han und Fa Fa). |
|                                            | Sicyopterus longifolis                     | Erstmals 2006 in Osttimor nachgewiesen wurde ein Einzelexemplar im Tchino. |
|                                            | Sicyopterus micrurus                       | 2006 nachgewiesen in der Tchinoquelle und der Hanquelle des Vero. |
|                                            | Sicyopterus wichmanni                      | [ 3 ] |
|                                            | Sicyopterus sp.                            | Nicht näher bestimmtes Jungtier im Lapalapa. |
|                                            | Sicyopus zoesterophorum                    | Erstmals 2006 in Osttimor nachgewiesen wurden mehrere erwachsene Männchen und Weibchen im Tchino, seiner Quelle und der Nair-Ete-Quelle des Vero. |
|                                            | Sillago sihama                             | [ 3 ] |
|                                            | Stenogobius blokzeyli                      | Erstmals 2006 in Osttimor nachgewiesen. Von der Art fand man nur ein männliches Exemplar im Irebere. Die Art war zuvor nur von zwei weiblichen Exemplaren aus Bali bekannt, die sich im schlechten Zustand befanden. Das Männchen ist klein und hat mehr Zähne, als die beiden Weibchen. S. zurstrasseni ist ein mögliches Synonym der Art. |
|                                            | Stiphodon semoni                           | Erstmals 2006 in Osttimor 2007 nachgewiesen im Tchino, seiner Quelle und der Hanquelle, westlich des Vero. 2004 wurde ein Exemplar gefunden, das damals als kleiner Vertreter von Stiphodon cf. atratus beschrieben wurde. Angesichts der 2006 gefundenen adulten Tiere wird die Zuordnung aller zu S. semoni möglich. Derzeit gibt es taxonomische Untersuchungen, die auch eine neue Art möglich erscheinen lassen, die mit S. atratus verwandt ist und S. semoni ähnelt. |
| Dreistreifen-Tigerbarsch                   | Terapon jarbua                             | [ 3 ] |
| Schützenfisch                              | Toxotes jaculatrix                         | [ 3 ] |